# 価値論
価値論（かちろん、英: axiology）とは価値の本質や価値と事実の関係、価値判断の基準などを扱う哲学の一部門であり、最終的には永遠的価値の探求やその確立に繋がるとされる。価値哲学（かちてつがく）ともいう。経済学では、価値論ないし価値の理論とは、財の交換比率を決定に関する理論をいう。

## 概要
19世紀にカントの影響を受けたロッツェによってはじまり新カント学派の中でも西南ドイツ学派のヴィンデルバントやリッケルトが継承した。ウィンデルバントは哲学を普遍的かつ妥当的な諸価値に関する批判を行う学問に過ぎず普遍的な価値を研究しなければならないとした。また彼は普遍的価値は法律や道徳、宗教などの文化行為により現実化されており文化または文化価値が価値生活の規範であるとも考えた。リッケルトは価値論によって歴史の方法論を基礎づけた。その後価値論はリッケルトの弟子のラスクに引き継がれた。彼は判断の正否または意味の真偽に対し根本的基準を提供するのは真の客観的かつ無対立な価値でなければあり得ないと考え価値論を徹底させた。

## 本質的な価値
伝統的に哲学者たちは、ある実体がそれ自体でよいもの、あるいはそれ自体のためによいものである場合、その実体が本質的な価値を有するとしてきた。物事の本質的な価値は、外在的価値や手段的な価値とは対照的であり、外在的価値や手段的価値は、他の何かのための手段としてのみ価値があるものに帰属する。例えば、快楽主義によれば、自動車や電子レンジのような道具は、それらが果たす機能によって外在的価値があるとされるが、それらが引き起こす幸福にこそ本質的価値があるとされる。また同じ実体であっても、本質的価値と外在的価値の両方を同時に持つ実体もある。また、外在的価値Aのための外在的価値Bのような外在的価値の連鎖的な関係もあり得る。しかしこのような連鎖はどこかで終結しなければならず、その終点は本質的に価値あるものでなければならないと一般に考えられている。本質的価値と外在的価値の区別は、価値論における様々な意見を理解する上で重要である。とうのも価値に関する様々な理論は、例として知識が価値あるものであるかどうかについてはしばしば同意しているものの、知識の価値が本質的なものであるか外在的なものであるかについては同意していない。

しかし上記の伝統的な本源的価値の概念は、現代哲学の哲学において、別々に論ずるべきさまざまな異なる概念を組み合わせているという理由から批判されている。そのような対比のひとつに、本質的価値と最終的価値の対比がある。例えば、善い体験の現象的側面が本質的特性であると仮定すると、この本質的特性のために、その体験は本質的に価値があると言えるかもしれない。しかし、最終的価値を持つ実体は、それ自体のために価値があるとされる。そのため、本質的価値と最終的価値には概念的な違いがあると考えられている。例えば、快楽体験は、一方では本質的に価値があり、他方では最終的に価値があると言えるかもしれない。非本質的な最終的価値の例としては考えられているのは、ユニークなものや希少なもの（切手など）、歴史的に重要なもの（奴隷解放宣言に署名するためにエイブラハム・リンカーンが使用したペンなど）である。希少であることや誰かに使われたことがあることは外在的な特性であり、それが最終的な価値を持つ、つまりそれ自体が価値あるものであることの原因となりうる。

## 経済学における価値論
経済学では、市場取引における財の交換比率を決定するものとして価値を考える。古典派経済学では、価値には、使用価値と交換価値とのニ側面があるとされた。

### 古典派価値論
デイヴィッド・リカードやカール・マルクスは、価値を決定するものとして労働量を考えたので、通常、かれらの理論は労働価値説 labor theory of valueと呼ばれる。リカードは、しかし、『経済学および課税の原理』の第３版(1821)では、(投入原材料に含まれる労働量や固定資本から移転される労働量と生きた労働量とを含む)投下労働量と価格とがかならずしも比例しないことに気づいており、労働価値説には修正が必要であるとした。
古典派経済学の祖といわれるアダム・スミスは、未開社会では労働価値説が成立すると考えたが、文明社会では、地代や利潤を考える必要があるとした。これは、リカードやマルクスによって「価値構成説」として批判された。
マルクスは、『資本論』第１巻と第２巻では労働投入量が価値を決めるとしたが、第３巻では、価格と労働価値との不比例性に言及し、より交換価値に近いものとして生産価格を導入した。労働価値と生産価格とがどのような関係にあるかをめぐって、後に転形問題が起き、その論争は現在に及んでいる。
マルクス派は、総じて労働価値説をマルクスの価値論とし、それ以外の価値論を価値論と認めない傾向がある。しかし、スラッファの価値は、投入財の価格も修正された生産価格であり、リカードが排除した価格の需給理論とはことなり、生産費が価値を決定するという古典派価値論の基本的性格を維持している。塩沢由典は、スラッファの価値を古典派の価値論として認識しなおすところに経済学再建の鍵があるとしている。

### 新古典派価値論
1870年以降に登場した新古典派経済学では、価値論ないし価値の理論theory of valueは価格の理論にほかならない。たとえば、ジョン・ヒックスの最初の著作『価値と資本』および G.デブリューの『価値の理論』は、いずれも競争市場における価格理論である。ただし、価値の理論は相対価格を、価格理論(theory of prices)は価格水準に関する理論と分けて考えられることがある。
新古典派価値論の考え方を最初に明確にしたのはウィリアム・スタンレー・ジェヴォンズである。新古典派の経済学者たちは、古典派が供給条件を重視したのに反発して、需要側の主観的な評価が価値を決めると主張した。新古典派の集大成者といもいわれるアルフレッド・マーシャルは、価格は供給曲線と需要曲線の交点に定まる、はさみの二つの刃が噛み合って布を切るとき、どちらの刃がきったというのが意味のないように、需要・供給のどちらがか価値を決めるという主張は、根本的には誤りであるとした。

### 古典派と新古典派の対比
古典派価値論は、基本的に、生産費を基礎にする考え方といえる。また、生産費のような客観的あるいは物の世界で追跡できる費用を中心としている。この意味で、古典派価値論は客観価値説ともいえる。
新古典派価値論は、財の効用を中心に考える。財の効用から中間財の効用が定まり、さらに波及して生産要素(土地や労働)などの評価も定まると考える。この意味で、新古典派価値論は主観価値説といえる。資本を将来の予想収益の割引現在価値とする考え方(アーヴィング・フィッシャー)も、予想収益が主観的な期待であることを考えると主観価値説である。

## 「利・善・美」の「価値論」
- 牧口常三郎は、『創価教育学体系』の中で、「人生の目的は価値創造にある」という理念を唱え、ヴィンデルバントら新カント学派の唱える「真・善・美」の価値体系に対して、「真」の代わりに「利」を置く「利・善・美」の価値体系を主張した。

## 参考資料
- 哲学事典(平凡社、ISBN 978-4-582-10001-3)
- 『牧口常三郎全集』第三文明社
- 村尾行一著『牧口常三郎の「価値論」を読む』潮出版社
- 宮田幸一著『牧口常三郎はカントを超えたか』第三文明社